# Innocentius VIII
Innocentius VIII, född Giovanni Battista Cibò 1432 i Genua, död 25 juli 1492 i Rom, var påve från 29 augusti 1484 till sin död.

## Biografi
Giovanni Battista Cybo eller Cibò föddes i Genua, men var av grekisk härkomst som son till den Aran Cybo som varit senator i Rom under påve Calixtus III. Barndomen tillbringade han vid hovet i Neapel, och han studerade i Padua och Rom. I Rom blev han präst, och hans goda kontakter hjälpte honom till att bli biskop av Savona.
År 1473 upphöjdes han av Sixtus IV till kardinalpräst med Santa Balbina som titelkyrka; året därpå blev han kardinalpräst av Santa Cecilia. År 1484 besteg han påvestolen tack vare stöd från den senare påven Julius II, kardinal Giuliano della Rovere. Omfattande simoni (handel med ämbeten) försvagade under hans tid påvestolens anseende, och mot en årlig ersättning om 40 000 dukater åtog sig påvestolen att tjäna som fångvaktare åt sultan Bajasid II för dennes bror Djem, samtidigt som man predikade korståg mot turkarna.

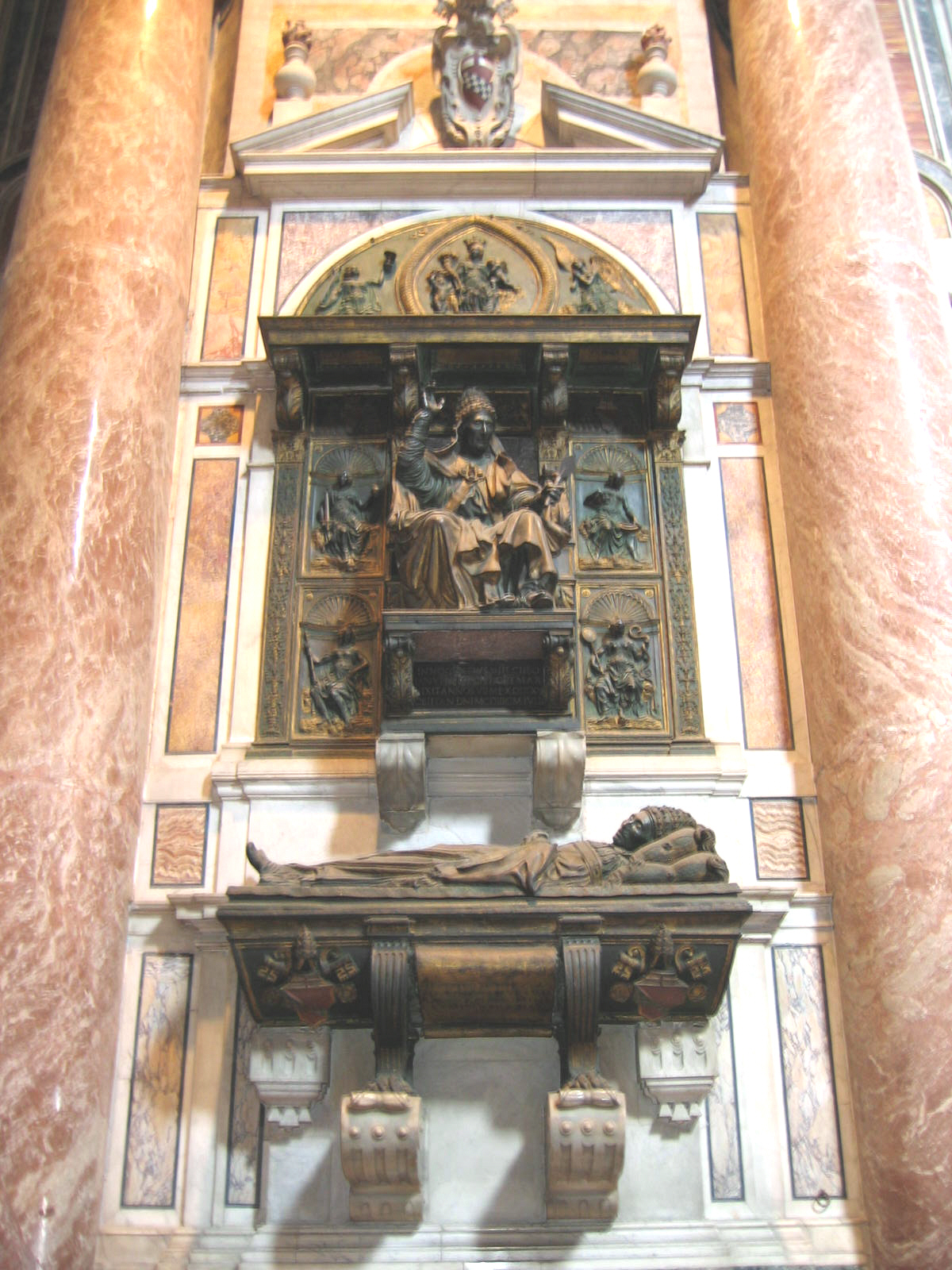
Innocentius VIII:s gravmonument.
Utfört av Antonio del Pollaiuolo (1498). Peterskyrkan.

Bestående effekt fick den 1484 utfärdade bullan Summis desiderantes affectibus vilken blev startskottet för omfattande häxjakter i Tyskland. År 1487 utnämnde han Tomas de Torquemada till storinkvisitor över Spanien, och han gav sitt helhjärtade stöd till spanska inkvisitionen. Savonarola angrep hans världsliga ambitioner. En viktig händelse som inföll under hans pontifikat var att Granada föll 1492, vilket firades som en kristendomens seger över morerna.
Cybo hade ett flertal barn, födda utanför äktenskapet och före hans prästvigning. Han erkände två av dem – sonen Fraceschetto Cybo och Teodorina Cybo.